# والنتینا فاگو
والنتینا فاگو (ایتالیایی: Valentina Fago؛ زادهٔ ۲۲ آوریل ۱۹۷۱) بازیگر اهل ایتالیا است.
از فیلم‌ها یا مجموعه‌های تلویزیونی که وی در آن‌ها نقش داشته استT می‌توان به «یک عشق بدعت‌آمیز» اشاره نمود.